# Större kiskadi
Större kiskadi tidigare kallad bentevi (Pitangus sulphuratus) är en vida spridd och vanligt förekommande amerikansk fågel i familjen tyranner inom ordningen tättingar.

## Utseende och läte
Större kiskadi är en stor (24 cm) och kantig tyrann, i formen nästan som en kungsfiskare med stort huvud, tjock hals och en rak, mycket kraftig näbb. Vingarna är breda och rundade, och den medellånga stjärten är tvärt avskuren. Fjäderdräkten är iögonfallande med svart huvud men brett vitt ögonbrynsstreck och vit strupe, gul undersida och varmt rostbrunt på ovansida och stjärt som särskilt syns i flykten. Arten är ljudlig och låter ofta höra sitt trestaviga läte som gett den sitt namn, liksom det tidigare namnet bentevi (av spanskans bien te vi, "jag såg dig väl").

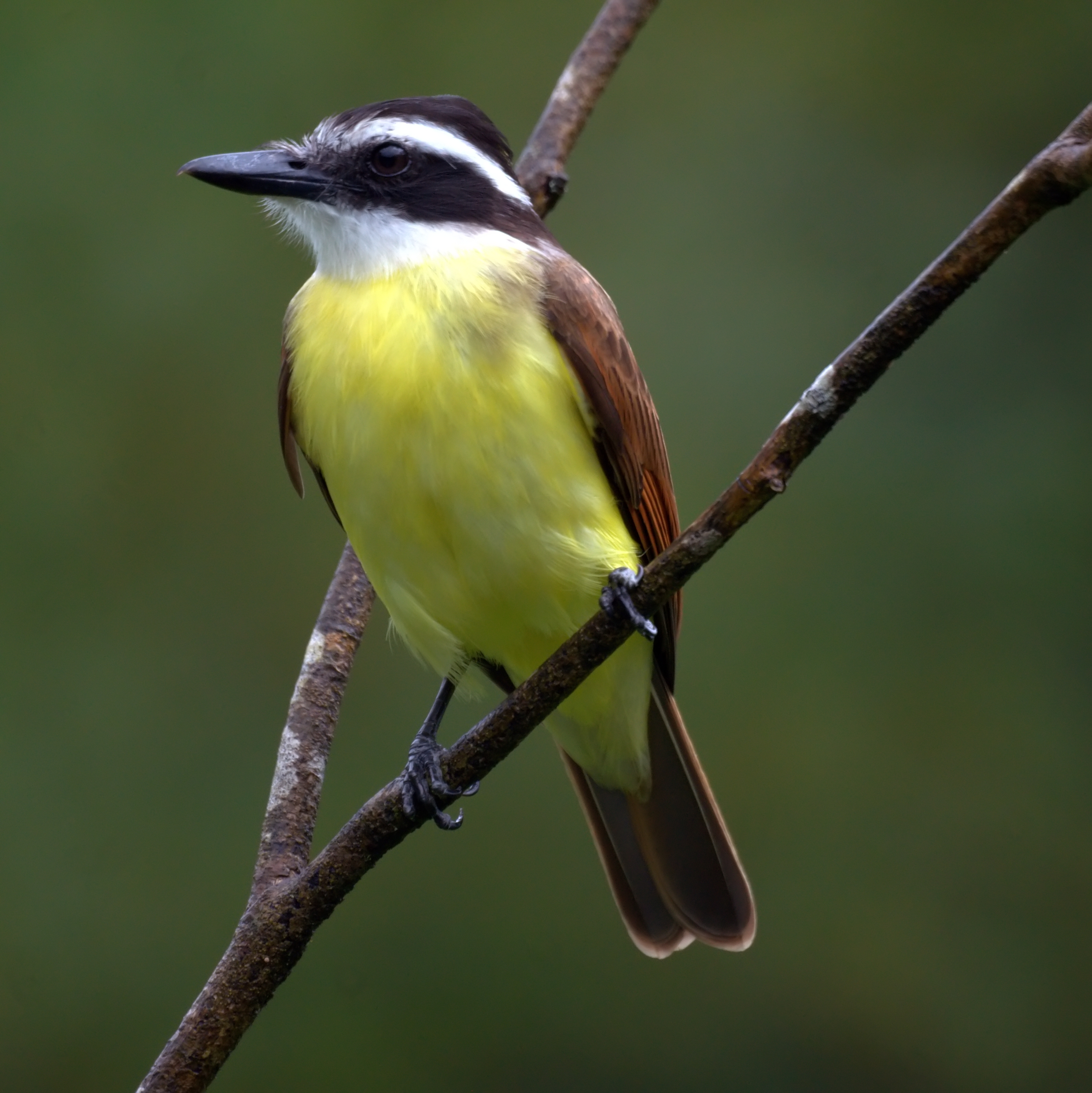

## Utbredning och systematik
Större kiskadi har en mycket vid utbredning från Texas i USA söderut genom Centralamerika till Argentina. Den delas in i tio underarter med följande utbredning:
- Pitangus sulphuratus sulphuratus – tropiska sydöstra Colombia till sydöstra Peru, Guyanaregionen och norra Brasilien
- Pitangus sulphuratus texanus – södra Texas (Rio Grande Valley) till sydöstra Mexiko (Veracruz)
- Pitangus sulphuratus derbianus – torra områden i västra Mexiko (från södra Sonora-öknen till Tehuantepec-näset)
- Pitangus sulphuratus guatimalensis – sydöstra Mexiko (Nuevo León) till centrala Panama
- Pitangus sulphuratus trinitatis – östligaste Colombia till östra Venezuela, nordvästra Brasilien och Trinidad
- Pitangus sulphuratus caucensis – västra och södra Colombia (sydvästra Bolívar, Cauca och Magdalena-dalarna)
- Pitangus sulphuratus rufipennis – kustnära delarna av norra Colombia och norra Venezuela
- Pitangus sulphuratus maximiliani – Amazonområdet i Brasilien till östra Bolivia och Chaco i Paraguay
- Pitangus sulphuratus bolivianus – höglandet i östra Bolivia (från Cochabamba till Tarija)
- Pitangus sulphuratus argentinus – sydostligaste Brasilien, östra Paraguay, Uruguay och centrala Argentina

Fågelns unika utseende och beteende förvirrade taxonomer inledningsvis vad större kiskadi egentligen var för typ av fågel. Carl von Linné som beskrev arten 1766 trodde det var en form av törnskata. Naturforskaren William Henry Hudson skrev 1920 att fågeln "verkar ha studerat andra fåglars beteende för att dra fördel av dem, så som falkar, tyranner, kungsfiskare, gamar och fruktätande trastar; och när dess vapen visat sig svaga kompletterar den det med sin list".

### Släktskap
Större och mindre kiskadi i Panama och Sydamerika anses traditionellt utgöra systerarter. Amerikanska American Ornithological Society (AOS) och tongivande internationella auktoriteten Clements m.fl. placerar de därför i ett och samma släkte, Pitangus. Flera genetiska studier visar dock att de trots likartat utseende inte är nära släkt. De skiljer sig också tydligt åt i exempelvis boets utseende, där mindre kiskadi bygger ett skålformat bo, inte en avlång struktur med sidoingång. Vissa, som BirdLife International och International Ornithological Congress (IOC) har därför valt att lyfta ut mindre kiskadi till ett eget släkte, Philohydor, varvid större kiskadi blir ensam art i Pitangus. Denna linje följs här.

## Levnadssätt
Större kiskadi är bland de vanligaste fåglarna man stöter på i parker och landsbygd i Central- och Sydamerika. De är högljudda och orädda fåglar som ses ofta sittande på exponerade grenar, gärna över vatten, varifrån den gör utfall mot flygande insekter eller plockar föda från vattenytan, vanligen småfisk. Den kan också ta frukt och ses ibland vid fågelmatningar. I USA hittas arten i törnbuskmarker och flodnära skogar, men även utmed buskkantade bevattningskanaler, i öppen uppväxande skog och i förorter. 

### Häckning
I södra Texas placeras boet vanligen i en stor grenklyka i ett träd. Boet är en voluminös vertikalt avlång struktur med sidoingång. Den försvarar sitt revir och sitt bo mycket aggressivt och jagar bort djur flera gånger sin egen storlek som apor, rovfåglar och ormar

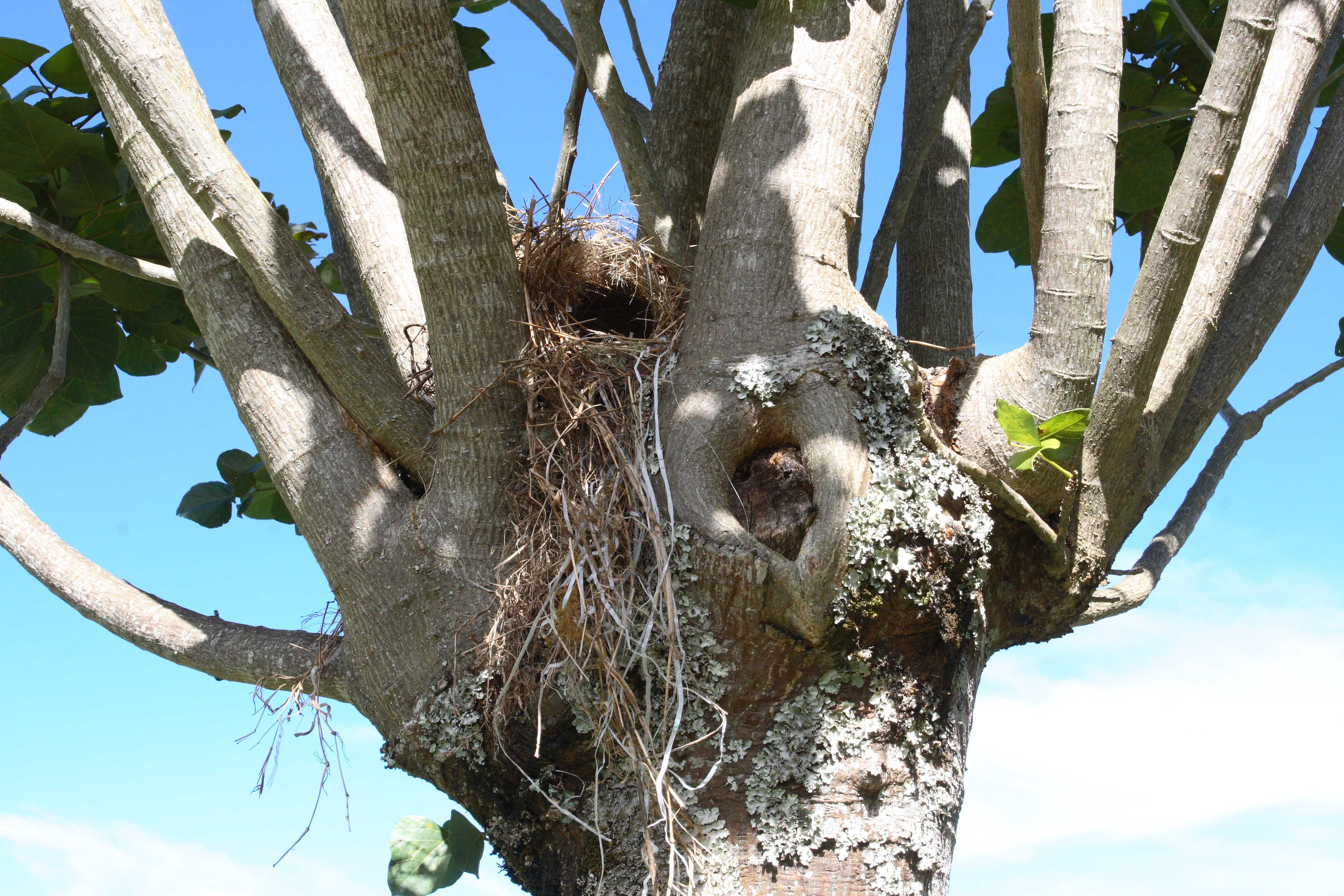
Bo av större kiskadi i Costa Rica.

## Status och hot
Arten har ett stort utbredningsområde och tros öka i antal. Internationella naturvårdsunionen IUCN listar den därför som livskraftig (LC). Den beskrivs som vanlig till mycket vanlig, med ett uppskattat på bestånd på 20 miljoner individer.